# 차나팁 송끄라신
차나팁 송끄라신(태국어: ชนาธิป สรงกระสินธ์, 태국어 발음: [t͡ɕʰā.nāː.tʰíp sǒŋ.krā.sǐn], 1993년 10월 5일~)은 태국의 축구 선수로 현재 BG 빠툼 유나이티드에서 공격형 미드필더로 활약 중이며 태국 대표팀의 일원으로도 활약하고 있다.

## 선수 경력

### 클럽
2012년 폴리스 테로에서 프로 생활을 시작한 뒤 2015 시즌까지 공식전 118경기 13골을 기록하면서 2번의 리그 3위(2012, 2014), 2014년 태국 리그컵 우승에 일조했고 데뷔 시즌인 2012년에는 팀을 리그 3위에 올려놓은 공을 인정받아 태국 리그 1 신인상을 수상하는 영예까지 안았다.
2015 시즌 종료 후 무앙통 유나이티드로 임대 이적하여 2016 시즌 공식전 34경기 3골을 기록하며 리그 우승, 코르 로열컵 준우승, 태국 리그컵 공동 우승에 공헌했고 2017 시즌을 앞두고 완전 이적 후 공식전 26경기 3골을 기록하면서 리그 준우승, 태국 리그컵 우승, 메콩 클럽 챔피언십 우승, 2017년 AFC 챔피언스리그 16강 진출 등에 기여했다.
특히 브리즈번 로어, 가시마 앤틀러스와의 2017년 AFC 챔피언스리그 E조 조별리그 1차전과 2차전에서 뛰어난 활약을 펼치며 맨 오브 더 매치에 선정되기도 했고 K리그1의 울산 현대와도 맞대결을 펼쳐 0-0 무승부를 만들어냈다.
이에 앞서 2017년 1월 일본 J1리그 승격팀인 콘사돌레 삿포로로의 임대 이적을 전격 발표했고 7월 전까지 무앙통 유나이티드 소속으로 뛰다가 7월 26일 대한민국 대표팀 출신 김진현의 소속팀인 세레소 오사카와의 J리그컵 2017 플레이오프 경기에서 교체 투입되며 삿포로 소속으로 첫 경기를 치렀다.
뒤이어 7월 29일 우라와 레즈와의 J1리그 2017 경기에 선발로 출장하며 리그 데뷔전과 선발 출전을 동시에 기록함으로서 일본 최상위 리그에 출장한 최초의 태국 선수라는 타이틀을 얻게 되었다.
그리고 2018년 3월 3일 세레소 오사카와의 J1리그 2018 2라운드 경기에서 J리그 데뷔골을 신고하는 등 좋은 활약을 펼쳤고 2018 시즌 종료 후 2019년 2월 삿포로와 완전 이적에 합의하여 2021 시즌까지 삿포로 소속으로 공식전 123경기 16골을 기록하며 2019 시즌 J리그컵 준우승에 일조했고 임대 선수로 뛰던 2018 시즌에서는 삿포로 구단 역사상 J1리그 최고 성적인 4위에 기여하며 J1리그 2018 베스트 11에 선정되었다.
그 후 2022년 1월 11일 약 51억원의 이적료에 대한민국 대표팀 출신 수문장 정성룡의 소속팀이자 J1리그 디펜딩 챔피언인 가와사키 프론탈레와 입단 계약을 체결하며 J리그 최고 이적료 기록을 경신했다.

### 국가대표팀
2011년부터 2012년까지 태국 U-19 대표팀의 일원으로 29경기 8골을 터뜨려 팀의 2011년 아세안 U-19 챔피언십 우승을 일궈냈고 2012년부터 2016년까지 태국 U-23 대표팀 소속으로 30경기 11골을 터뜨리며 동남아시아 경기 대회 2회 연속 금메달(2013, 2015), 2014년 아시안 게임 4강 진출(4위)에 기여하는 등 연령대별 대표팀에서 준수한 활약을 이어갔다.
이에 앞서 자국에서 열린 2012년 킹스컵에서 태국 성인대표팀에서의 첫 경기를 치렀고 같은 해에 열린 2012년 아세안 챔피언십에서 팀의 준우승에 기여하며 A대표팀에서의 데뷔 시즌을 성공적으로 마무리했다.
이후 2013년 2월 6일 쿠웨이트와의 2015년 AFC 아시안컵 예선 B조 5차전에서 국제 A매치 데뷔골을 신고했고 그로부터 1년 후에 열린 2014년 아세안 챔피언십 6경기에서 2골을 터뜨려 통산 4번째 우승을 이끌었다.
뒤이어 자국에서 열린 2016년 킹스컵에서 팀의 우승을 맛보았고 같은 해에 열린 2016년 아세안 챔피언십에서도 득점을 기록하며 팀의 대회 2연패이자 통산 5번째 우승에 일조한 뒤 2019년 AFC 아시안컵에서도 2004년 AFC 아시안컵 4위팀인 바레인을 상대로 조별리그에서 결승골을 터뜨리는 등 맹활약을 펼치면서 태국의 47년만의 아시안컵 토너먼트 진출(16강)의 일등공신이 되었다.
그리고 2019년 차이나컵에서는 홈팀인 중국을 상대로 선제골이자 결승골을 터뜨려 아시안컵 16강전에서의 패배를 설욕함과 동시에 팀의 준우승에도 앞장선 후 코로나19 범유행으로 1년 연기된 2020년 아세안 챔피언십에서는 베트남과의 준결승부터 인도네시아와의 결승전까지 4경기에서 무려 4골을 터뜨리면서 대표팀 동료인 티라실 당다, 필리핀의 비엔베니도 마라뇬, 말레이시아의 사파위 라싯과 함께 공동 득점왕에 오르며 팀의 통산 6번째 우승을 만들어냈으며 이에 힘입어 2014년, 2016년에 이어 통산 3번째 대회 MVP를 석권하는 기염을 토했다.

## 플레이 스타일
주로 공격형 미드필더 포지션에서 활동하며 탁월한 시야와 연계능력이 일품으로 이러한 장점을 극대화할 수 있는 중앙 위치에서 주로 활약하나 측면 미드필더로 투입되더라도 제 과업을 잘 해내는 선수이다.
또한 주발의 의미가 없을 정도로 양발 사용을 자유자재로 할 수 있다는 점도 큰 강점으로 꼽힌다.
한편 키는 157cm로 축구 선수로는 매우 작지만 스피드와 기술로 이를 극복하고 있으며 오히려 키는 작지만 발이 빠르고 순간 동작에 강점이 있기 때문에 덩치 큰 선수들이 몸싸움을 걸어와도 밀리는 대신 잘 흘려내고 빠져나간다. 
리오넬 메시처럼 작은 키를 오히려 장점으로 활용할 줄 아는 선수 또한 아시아권에서는 상대의 압박도 어느 정도 견딜 수 있을 정도로 볼 간수 능력과 드리블이 수준급이며 패싱과 슈팅력도 훌륭해서 원더골을 많이 넣기 때문에 압박이 그리 거세지 않은 J리그에서는 충분히 통할 수 있다는 평가를 받고 있다.
다만 스타일상 피지컬이 안되면 기술적인 무언가를 시도조차 해볼수 없게 앞서 차단하는 K리그나 힘과 체력을 중요시하는 유럽 리그와 어울리지 않는다는 평가도 있다.

## 개인사
2016년 6월 8일 자신의 인스타그램을 통해 태국의 배우인 핏차낫 사카꼰과 교제 중임을 밝혔다.

## 대회 성적

### 클럽
폴리스 테로
- 태국 리그 1 : 3위 (2012, 2014)
- 태국 리그컵 : 우승 (2014)

무앙통 유나이티드
- 태국 리그 1 : 우승 (2016), 준우승 (2017)
- 코르 로열컵 : 준우승 (2016)
- 태국 리그컵 : 우승 (2016, 2017)
- 메콩 클럽 챔피언십 : 우승 (2017)

 콘사돌레 삿포로
- J1리그 : 4위 (2018)
- J리그컵 : 준우승 (2019)

 가와사키 프론탈레
- J1리그 : 준우승 (2022)
- 일본 슈퍼컵 : 준우승 (2022)

### 국가대표팀
태국 U-19
- 아세안 U-19 챔피언십 : 우승 (2011)

 태국 U-23
- 동남아시아 경기 대회 : 금메달 (2013, 2015)
- 아시안 게임 : 4위 (2014)

 태국
- 아세안 챔피언십 : 우승 (2014, 2016, 2020), 준우승 (2012)
- 킹스컵 : 우승 (2016, 2024)
- 차이나컵 : 준우승 (2019)

### 개인
- 태국 리그 1 올해의 신인상 : 2012
- 아세안 챔피언십 베스트 11 : 2016
- 동남아시아 축구 연맹 베스트 11 : 2017
- 아세안 챔피언십 최우수선수 : 2014, 2016, 2020
- 동남아시아 축구 연맹 올해의 남자 선수 : 2015, 2017
- 태국 축구 협회상 : 2017
- 태국 축구 협회 올해의 남자 선수 : 2018
- 콘사돌레 삿포로 올해의 선수 : 2018
- 삿포로 돔 최우수선수 : 2018
- J1리그 베스트 11 : 2018
- 아세안 챔피언십 득점왕 : 2020 (티라실 당다, 비엔베니도 마라뇬, 사파위 라싯과 공동 수상)

## 선수 기록

### 클럽 기록
2017년 10월 21일 기준
| 구단                     | 시즌        | 리그 | 리그 | FA컵 | FA컵 | 리그컵 | 리그컵 | 대륙대회 | 대륙대회 | 기타 | 기타 | 총합 | 총합 |
| 구단                     | 시즌        | 출장 | 득점 | 출장 | 득점 | 출장   | 득점   | 출장     | 득점     | 출장 | 득점 | 출장 | 득점 |
| ------------------------ | ----------- | ---- | ---- | ---- | ---- | ------ | ------ | -------- | -------- | ---- | ---- | ---- | ---- |
| BEC 테로 사사나          | 2012        | 28   | 4    | 2    | 0    | 3      | 0      | –        | –        | –    | –    | 33   | 4    |
| BEC 테로 사사나          | 2013        | 26   | 3    | 1    | 0    | 1      | 0      | –        | –        | –    | –    | 28   | 3    |
| BEC 테로 사사나          | 2014        | 27   | 4    | 0    | 0    | 5      | 0      | –        | –        | –    | –    | 32   | 4    |
| BEC 테로 사사나          | 2015        | 23   | 2    | 1    | 0    | 1      | 0      | –        | –        | –    | –    | 25   | 2    |
| 통산                     | 통산        | 104  | 13   | 4    | 0    | 10     | 0      | –        | –        | –    | –    | 118  | 13   |
| 무앙통 유나이티드        | 2016        | 27   | 3    | 1    | 0    | 3      | 0      | 2        | 0        | 1    | 0    | 34   | 3    |
| 무앙통 유나이티드        | 2017        | 17   | 2    | 0    | 0    | 0      | 0      | 8        | 1        |      | 0    | 26   | 3    |
| 통산                     | 통산        | 44   | 5    | 1    | 0    | 3      | 0      | 10       | 1        | 2    | 0    | 60   | 6    |
| 홋카이도 콘사돌레 삿포로 | 2017        | 12   | 0    | 0    | 0    | 1      | 0      | –        | –        | –    | –    | 13   | 0    |
| 커리어 통산              | 커리어 통산 | 158  | 18   | 5    | 0    | 14     | 0      | 10       | 1        | 2    | 0    | 191  | 19   |